# Manuel Veiga Taboada
Manuel Veiga Taboada (Monforte de Lemos, 1960) es un periodista y escritor español en lengua gallega.

## Trayectoria
Hijo de maestros rurales, vivió hasta los doce años entre Diomondi (Saviñao) y la ciudad de Monforte. Terminó el bachillerato en Monforte y a los 17 años se marchó a Madrid, donde residió entre 1977 y 1983 . Licenciado en Ciencias de la Información y en Ciencias Políticas y Sociología por la Universidad Complutense, en 2001 se doctoró en Ciencias Políticas y Sociología en la UNED, con la tesis La construcción social de la realidad regional gallega a través de la prensa. El caso de Faro de Vigo (1898-1923).

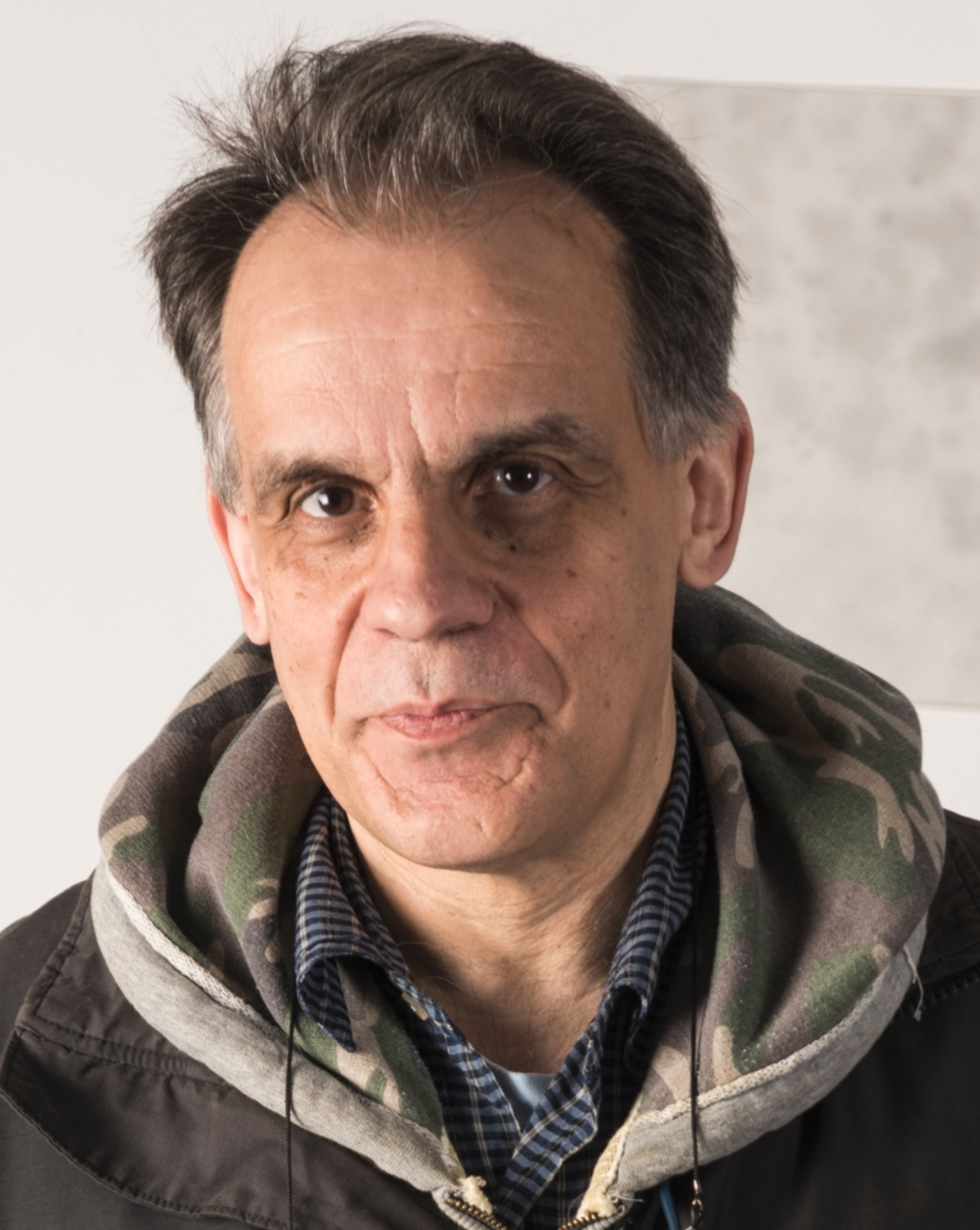
Manuel Veiga en 2021.

En 1983 se incorporó a la redacción del semanario A Nosa Terra, del que fue director entre 2007 y 2010, y desde entonces vive en Vigo. Además de su obra narrativa, también es autor de varios trabajos relacionados con la historia política y la literatura, publicados en diversas revistas especializadas.
Es colaborador habitual de Nós Diario y A Nosa Terra. 

## Obra

### Narrativa
- As ruínas da cidade amada (1998). Galaxia. 180 páxs. ISBN 978-84-8288-246-8.
- Biografías de malogrados (2001). Espiral Maior. 80 páxs. ISBN 9788495625267.
- O exiliado e a primavera (2004). Xerais. 144 páxs. ISBN 978-84-9782-202-2. ePub: ISBN 978-84-9914-601-0.
- Lois e Helena buscándose un día de tormenta (2006). Galaxia. 208 páxs. ISBN 978-84-8288-948-1.
- O profesor de vegliota (2008) Xerais. 144 páxs. ISBN 978-84-9782-706-5.
- Os xornalistas utópicos (2013). Xerais. 272 páxs. ISBN 978-84-9914-515-0. ePubl: ISBN 978-84-9914-413-9.
- Todo ser humano é un río (2016). Xerais. 280 páxs. ISBN 978-84-9121-093-1. ePub: ISBN 978-84-9121-085-6.
- A parte queimada. Stalin&Robespierre (2020). Editorial Aira. 150 páxs. ISBN 978-84-121324-8-9.
- As mellores tendas de Madrid (2021). Xerais. 384 páxs. ISBN 978-84-9121-800-5. ePub: ISBN 978-84-9121-817-3.

### Ensayo
- O pacto galego na construcción de España (2003). A Nosa Terra. 260 págs. ISBN 2910009119321.
- Manuel María, buscando un país (2016). Xerais. 64 págs. Ilustraciones de Víctor Tizón. ISBN 978-84-9121-000-9. ePub: ISBN 978-84-9121-007-8.
- Manuel María. Vida, versos e rebeldía (2016). Xerais. Con Xosé Lastra Muruais. 136 págs. Ilustraciones de Nuria Díaz. ISBN 978-84-9121-019-1.
- Galicia contada aos non galeguistas (2020). Xerais. 120 páxs. Ilustraciones de Jano. ISBN 978-84-9121-649-0.
- Que sabes da Guerra Civil e o franquismo? (2021). Xerais. 96 págs. ISBN 978-84-9121-981-1.

### Ensayo humorístico
- Do G ao Z. Dicionario indiganado e humorístico (2012). Xerais. 72 págs. ISBN 978-84-9914-448-1.

### Obra colectiva
- Carlos Casares: a semente aquecida da palabra (2003). (Consello da Cultura Galega).
- Volverlles a palabra. Homenaxe aos represaliados do franquismo (2006). Difusora.

## Premios
- Premio Xerais en 2004 por O exiliado e a primavera.
- Premio García Barros en 2006 por Lois e Helena buscándose nun día de tormenta.